# Pokrowsk-Offensive

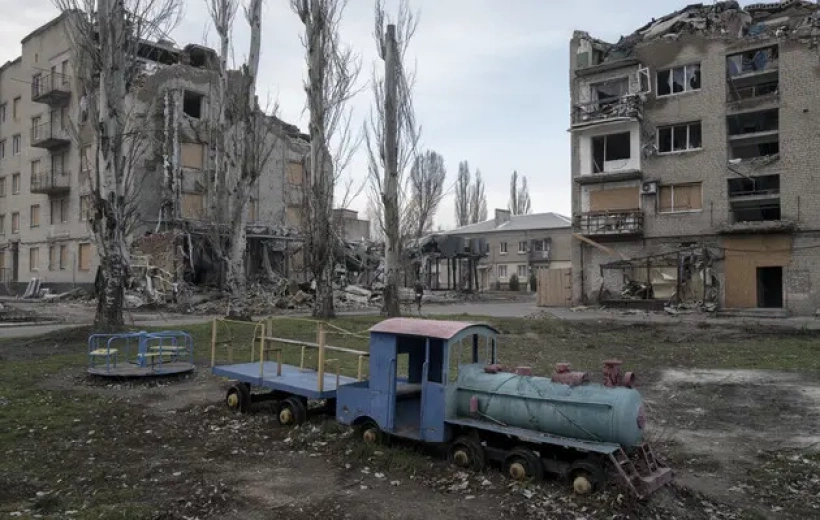
Zerstörungen in Pokrowsk (2025)

Die Pokrowsk-Offensive ist ein seit Mitte 2024 andauernder militärischer Angriff russischer Streitkräfte mit dem Ziel, die Kontrolle über die Stadt Pokrowsk in der Oblast Donezk im Osten der Ukraine zu erlangen. Aufgrund der verkehrstechnischen Bedeutung der Stadt gilt die Offensive als strategisch relevant im Rahmen der größeren russischen Bestrebungen, ihre Präsenz in der Region auszubauen. Die Kampfhandlungen intensivierten sich nach der Eroberung von Awdijiwka im Februar 2024 und führten zu erheblichen Zerstörungen in der Stadt sowie einer zunehmenden humanitären Krise.
Die Offensive ist Teil des russischen Überfalls auf die Ukraine.

## Hintergrund

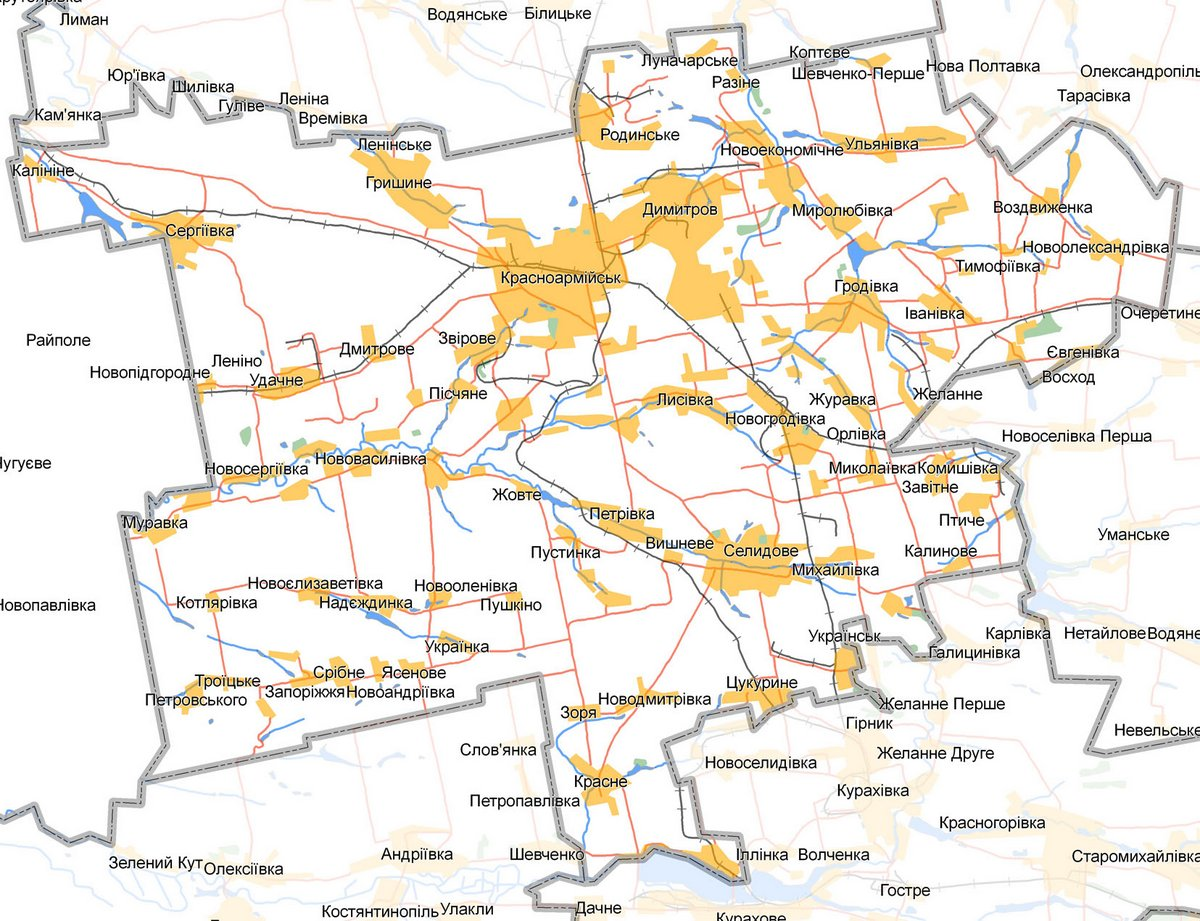
Karte des ehemaligen Verwaltungsbezirks Krasnoarmiisk in der Oblast Donezk. Die Karte zeigt Ortschaften, Verkehrsverbindungen und Siedlungsflächen (gelb) im Gebiet rund um die damalige Stadt Krasnoarmiisk (ukrainisch «Красноармійськ»), die im oberen mittleren Bereich der Karte liegt. Im Jahr 2016 wurde die Stadt Krasnoarmiisk im Zuge der Entkommunisierungsgesetze in Pokrowsk (Покровськ) umbenannt, und entsprechend wurde auch der Verwaltungsbezirk in Pokrowsk umbenannt. Diese Karte stammt aus der Zeit vor der Umbenennung.

Pokrowsk liegt etwa 60 Kilometer westlich von Donezk und fungierte seit Kriegsbeginn als logistischer Knotenpunkt der ukrainischen Streitkräfte im Osten. Im Zuge der Frontverschiebungen rückte Pokrowsk zunehmend in den Fokus der russischen Angriffe, da die Stadt als Versorgungs- und Koordinationszentrum für ukrainische Einheiten entlang der Frontlinien bei Awdijiwka, Kurachowe und Marjinka diente.
Pokrowsk war – ebenso wie zuvor Tschassiw Jar – von der ukrainischen Seite in eine stark ausgebaute Verteidigungsstellung umgewandelt worden. Die Stadt war einst der bedeutendste logistische Umschlagplatz zur Verteidigung der gesamten Donbass-Region. Gemeinsam mit der unmittelbar angrenzenden Nachbarstadt Myrnohrad zählte die Region über 150.000 Einwohner. Zahlreiche Bergleute waren in einer der größten Kohlebergwerke des Landes beschäftigt.
Pokrowsk weist wie viele Städte im Donbass eine gemischte städtebauliche Struktur auf. Im südöstlichen Stadtteil Shakhtarskyi dominierten ursprünglich mehrgeschossige Plattenbauten sowjetischer Bauart, während in anderen Vierteln Einfamilien- und Datschenhäuser mit geringerer Bebauungsdichte vorherrschten. Diese waren durch ein engmaschiges Netz schmaler Straßen verbunden. Ein großer Teil dieser Infrastruktur wurde jedoch infolge wiederholter russischer Luft- und Artillerieangriffe schwer beschädigt oder zerstört. Die verbliebenen massiven Wohnblöcke können der ukrainischen Armee dennoch potenziell taktische Vorteile im urbanen Verteidigungskampf bieten.

## Verlauf

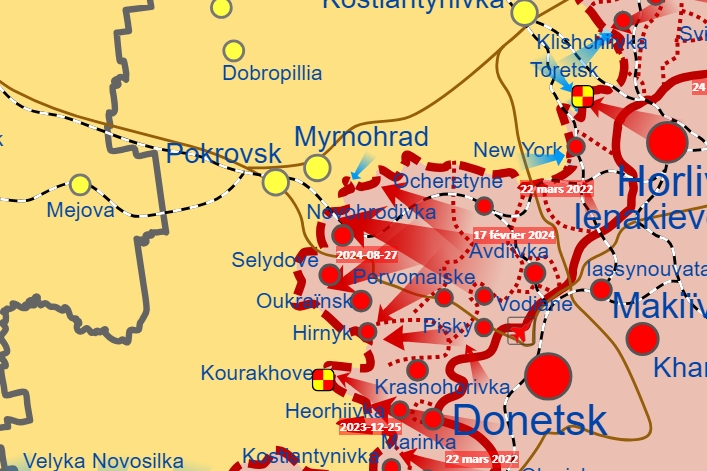
Karte der russischen Offensive in Richtung Pokrowsk am 17. November 2024.

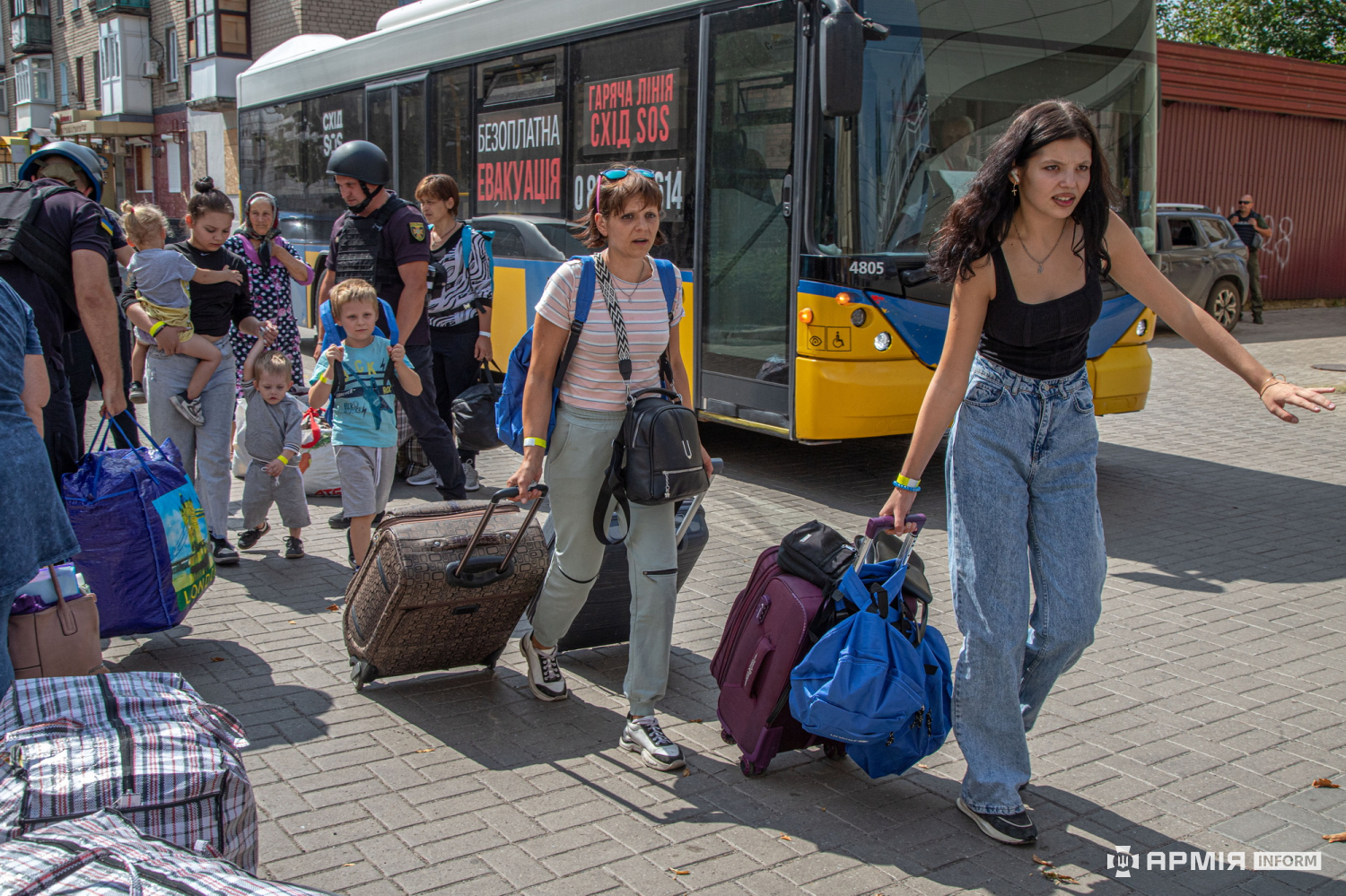
Evakuierungen aus Pokrowsk aufgrund vorrückender russischer Streitkräfte am 29. August 2024

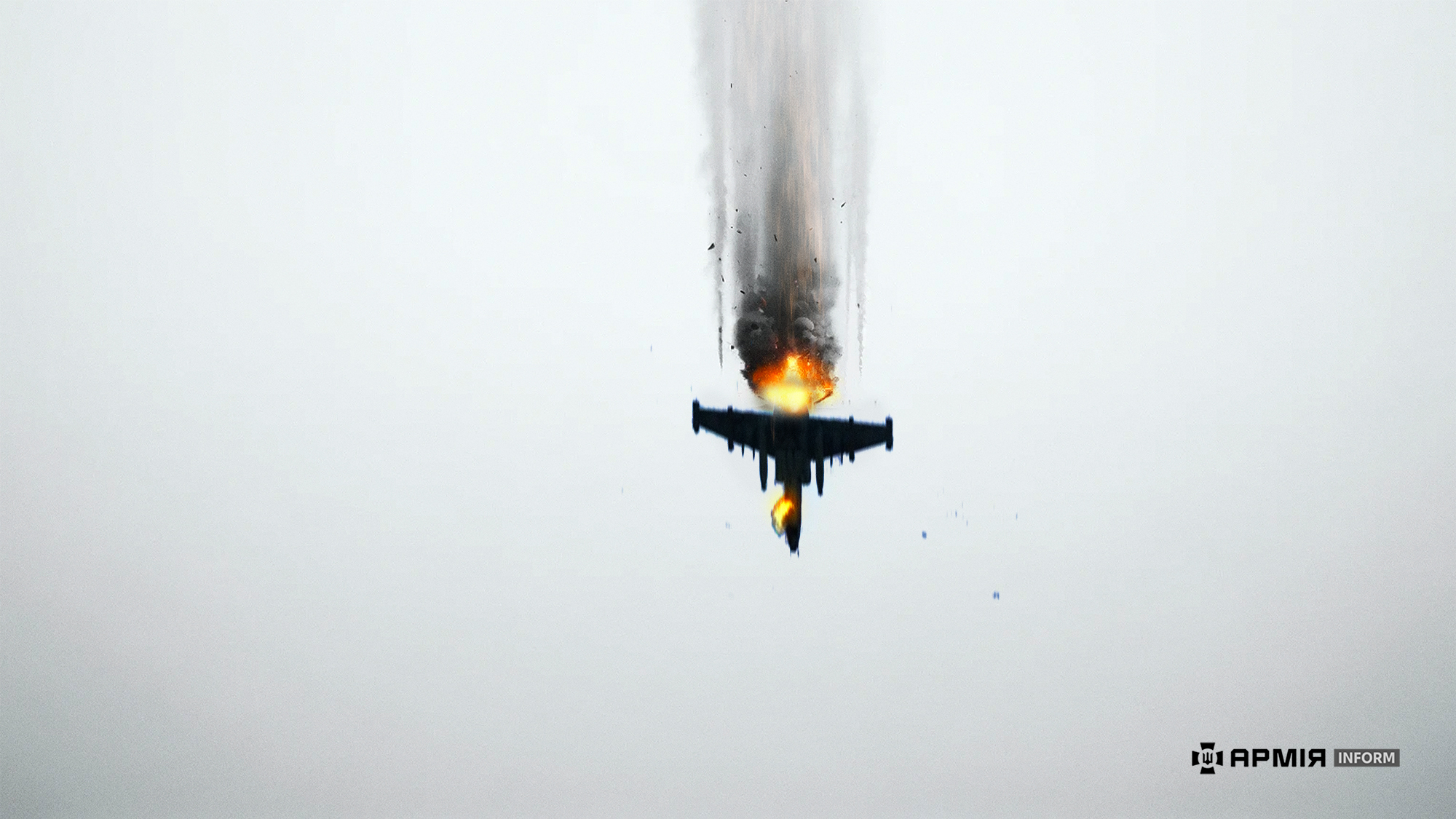
Von ukrainischen Streitkräften abgeschossene russische Su-25 bei Pokrowsk (23. Juli 2024)

Am 17. Juli 2024 begannen Kämpfe um das zentral in der Oblast Donezk gelegene Dorf Prohres. Bereits am folgenden Tag drangen russische Streitkräfte in den Ort ein und stießen in ihrem ersten Vorstoß in Richtung der Stadt Pokrowsk vor.
Ab Oktober 2024 begannen russische Einheiten mit systematischen Artillerieangriffen und Luftschlägen auf Pokrowsk. Ukrainische Quellen meldeten Anfang Oktober, dass etwa 80 Prozent der zivilen Infrastruktur beschädigt oder zerstört seien. Zu diesem Zeitpunkt hielten sich etwa 12.000 Zivilisten in der Stadt auf.
Im November 2024 warnte die Hilfsorganisation CARE vor einer sich verschärfenden humanitären Lage. Die massiven Schäden erschwerten die Versorgung der Bevölkerung, Evakuierungen erfolgten vor allem über Pawlohrad.
Bereits im Dezember 2024 stellte Metinvest einen Teilbetrieb im Kohlekomplex bei Pokrowsk ein. Im Januar 2025 folgte die vollständige Stilllegung der Kokskohlemine Pokrowsk aufgrund der Nähe zur Front, Stromengpässen und Sicherheitsrisiken. Die Anlage war von zentraler Bedeutung für die militärische Stahlproduktion.
Bis zum 12. Dezember 2024 hatten russische Truppen nach raschen Geländegewinnen bei Schewtschenko Positionen bis auf drei Kilometer vor der südlichen Stadtgrenze von Pokrowsk erreicht.

### Militärische Lage und Kampfhandlungen ab 2025
Im Frühjahr 2025 durchbrachen russische Truppen die ukrainischen Verteidigungslinien südlich von Pokrowsk und unterbrachen in der Folge die strategisch wichtige Straßenverbindung nach Kostjantyniwka.
Ab Mitte 2025 intensivierten russische Streitkräfte den Einsatz von Gleitbomben gegen zivile Wohngebiete und kritische Infrastruktur.
Ende Juni und im Juli 2025 gerieten sämtliche Ausfahrtsstraßen Pokrowsks unter gezielten Beschuss durch russische Einheiten. Die westliche Zufahrt galt aufgrund systematischer Zerstörung von Brücken und Straßenverbindungen als unpassierbar.
Zwischen dem 18. und 25. Juli 2025 meldeten ukrainische Behörden mehrere Infiltrationsversuche russischer Diversions- und Aufklärungsgruppen (DRG) im Stadtgebiet von Pokrowsk. Die Angriffe erfolgten in kleinen Gruppen, darunter mindestens einmal mit bis zu zwölf Personen. Ziel war offenbar, symbolische Erfolge – wie das Hissen einer russischen Flagge – zu erzielen sowie zeitweise die Kontrolle über wichtige Verkehrsachsen zu erlangen.
Nach offiziellen ukrainischen Angaben konnten alle eingedrungenen Saboteure aufgespürt und ausgeschaltet werden. Die russischen Einheiten nutzten demnach Schwachstellen in weniger gesicherten Randbereichen der Stadt, die anschließend durch ukrainische Kräfte gesichert wurden. Zudem berichteten ukrainische Militärvertreter von der Aktivierung sogenannter „Schläferzellen“: Bereits früher eingeschleuste Personen, die erst später in Aktion traten. Militäranalysten verwiesen auf taktische Defizite einzelner ukrainischer Verbände, die von russischer Seite punktuell ausgenutzt worden seien.
Am 26. Juli 2025 teilte ein Sprecher des operativen Strategischen Gruppenkommandos „Chortyzja“ mit, dass die Lage in Richtung Pokrowsk weiterhin besonders angespannt sei. Allerdings habe sich das strategische Ziel der russischen Streitkräfte verändert: Während im Winter vor allem Gebiete westlich und südlich von Pokrowsk im Fokus standen, bestehe das aktuelle Ziel darin, einen Keil zwischen Pokrowsk und Kostjantyniwka zu treiben. Auf diese Weise wolle Russland die Agglomeration Pokrowsk–Myrnohrad von Osten her unter Druck setzen.
Am 28. Juli 2025 schätzte der ukrainische Militäranalyst Kostjantyn Maschowez, Russland habe in Richtung Pokrowsk rund 110.000 bis 112.000 Soldaten zusammengezogen. Diese Truppen seien vermutlich mit 500 bis 520 Kampfpanzern, etwa 680 bis 700 gepanzerten Gefechtsfahrzeugen sowie bis zu 565 Rohrartilleriesystemen ausgestattet, darunter auch 120-mm-Mörser. Zusätzlich würden über 180 Mehrfachraketenwerfer unterschiedlicher Kaliber eingesetzt. Die in diesem Raum operierende Zentrale Streitkräftegruppe sei nach Maschowez’ Einschätzung vermutlich die kampfstärkste russische Einheit im gesamten Einsatzgebiet.
Im Zuge der Offensive überquerten russische Streitkräfte bei Pokrowsk den Fluss Kasennyj Torez in der Nähe von Razine und setzten ihre Angriffe in westlicher Richtung fort. Dabei erfolgte ein Vorrücken auf den Ort Tscherwonyj Lyman. Die Hauptnachschublinie für die ukrainischen Einheiten in Pokrowsk, die über Rodynske verläuft, wurde durch anhaltenden Artilleriebeschuss sowie Angriffe mit FPV-Drohnen erheblich beeinträchtigt, was die logistische Versorgung erschwerte.
Parallel dazu wurde die Fernstraße E50, eine bedeutende Verkehrsverbindung für Nachschub und Truppenbewegungen, im Bereich Kotlyne wiederholt Ziel von Beschuss. Russische Kräfte hatten sich dort bis auf drei bis vier Kilometer an die Straße angenähert, was die Verteidigungsstellung der Städte Pokrowsk und Myrnohrad zusätzlich belastete.
Der ukrainische Militärexperte Iwan Stupak erklärte gegenüber Obosrewatel, russische Truppen strebten eine Einkesselung von Pokrowsk an. Der verbliebene Verbindungskorridor habe sich Mitte Juli auf 17 Kilometer verengt; bei Unterschreiten einer Distanz von zehn Kilometern sei mit einer vollständigen Umzingelung der Stadt zu rechnen. Insbesondere aus östlicher Richtung versuchten russische Truppen, ukrainische Stellungen zu durchbrechen und Pokrowsk einzukreisen. Nordöstlich von Pokrowsk konnten die russischen Streitkräfte substanzielle Geländegewinne erzielen, wodurch sich die Frontlinie in diesem Bereich deutlich nach vorne wölbte.
Anfang August 2025 bestätigte das ukrainische Militär vor Ort, dass erste Kleingruppen russischer Infanterie zwischenzeitlich in Pokrowsk eingedrungen waren.
Am 12. August 2025 drangen russische Truppen östlich von Pokrowsk mehr als 15 Kilometer in nördlicher Richtung vor und brachten dabei die Stadt Dobropillja in Bedrängnis. Das ukrainische Analystenteam DeepState, das als militärnah gilt, veröffentlichte bereits am 10. August erste Berichte über den russischen Vorstoß.